# Simão de Vasconcelos (Frei)
Frei Simão de Vasconcelos (1788 - 1832) foi combatente liberal, frade monástico do Mosteiro de Alcobaça, que participou activamente nas lutas contra os absolutistas, acabando por ser capturado no lugar de Fruste, em Moldes, Arouca, em 8 de setembro de 1832, após rendição da sua guerrilha às ordenanças de Arouca, por falta de munições, e fuzilado no Terreiro de Santa Cristina, em Viseu,  conjuntamente com outros liberais, em 1832.
Encontra-se sepultado no Mausoléu dos claustros da Sé de Viseu.
Sobre a sua vida Alberto Pimentel escreveu o romance histórico "A guerrilha de Frei Simão".